# Zuihō-Klasse
Die Zuihō-Klasse (瑞鳳型 / ずいほう), auch Shōhō-Klasse (祥鳳型 / しょうほう) bezeichnet, bestand aus zwei Flugzeugträgern, der Zuihō und die Shōhō, die für die Kaiserlich Japanische Marine kurz vor dem japanischen Eintritt in den Zweiten Weltkrieg auf der Marinewerft Yokosuka gebaut wurden. Beide Schiffe wurden ursprünglich als U-Boot-Begleitschiffe mit den Namen Takasaki (高崎), später Zuihō und Tsurugisaki (剣埼), später Shōhō, auf Stapel gelegt. Während die Tsurugisaki am 15. Januar 1939 als Begleitschiff fertiggestellt und auch als solches eingesetzt wurde, begann der Umbau der Takasaki schon, bevor das Schiff als Begleitschiff fertig war. Beide Schiffe waren so entworfen worden, dass es relativ einfach war, sie aus Begleitschiffen zu Tankern oder Leichten Flugzeugträgern umzubauen. Bei beiden wurden die Dieselmotoren ausgebaut und durch Turbinen ersetzt und ein durchgehendes Flugdeck über den Aufbauten errichtet.

## Entwurf, Konstruktion, Umbau
Mitte der 1930er Jahre gab die Kaiserlich Japanische Marine den Bau von zwei U-Boot-Begleitschiffen in Auftrag, die mit geringem Aufwand zu Leichten Flugzeugträgern oder zu Flottentankern umgebaut werden konnten. Das erste Schiff, Tsurugizaki wurde 1939 in Dienst gestellt, der Bau des zweiten, Takasaki, wurde kurz nach dem Stapellauf eingestellt und es wurde als Flugzeugträger fertiggestellt. Das Schiff begann im Dezember 1940 als Zuiho seinen Dienst. Anfang 1941 wurde Tsurugizaki außer Dienst gestellt, zu einem Flugzeugträger umgebaut und Anfang 1942 als Shōhō wieder in Dienst gestellt.

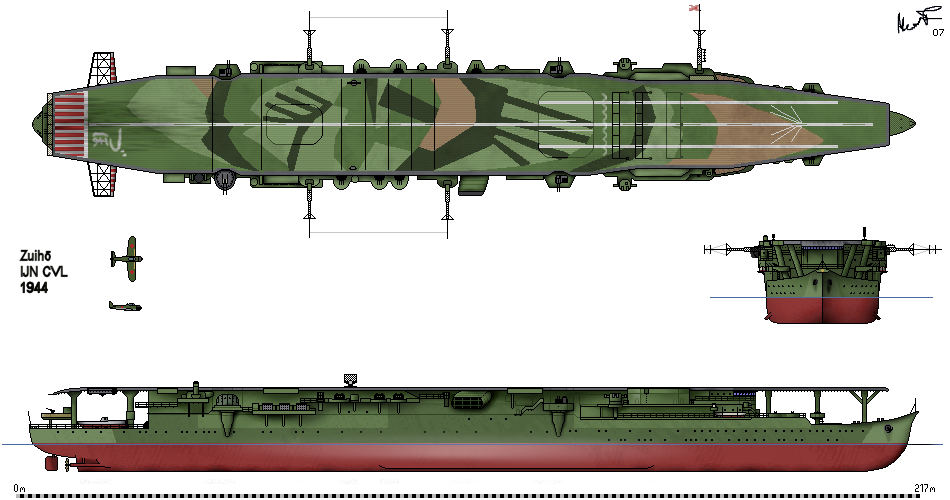
Schematische Darstellung der Zuihō 1944 mit einer Nakajima B6N

Nach ihrem Umbau hatten die Schiffe eine Länge über alles von 205,5 m, waren 18,2 m breit und hatten einen Tiefgang von 6,58 m. Die Schiffe hatten eine Verdrängung von 11.443 t. Als Teil des Umbaus wurden die ursprünglichen Dieselmotoren, die den Schiffen immerhin eine Geschwindigkeit von 29 Knoten (54 km/h) gegeben hatten, gegen ein Paar Dampfturbinen, wie sie auch in Zerstörern benutzt wurden, ersetzt. Die Turbinen trieben jeweils eine Schraube an. Den Dampf bekamen sie von vier Kampon-Wasserrohrkesseln und jetzt erreichten sie eine Geschwindigkeit von 28 Knoten (52 km/h). Der Dampf wurde durch einen nach unten gedrehten Schornstein auf der Steuerbordseite abgeleitet. Die Schiffe hatten 2.642 t Schweröl an Bord und damit eine Reichweite von 7.800 Seemeilen bzw. 14.400 km. Ihre Besatzung bestand aus 785 Offizieren und Mannschaften.

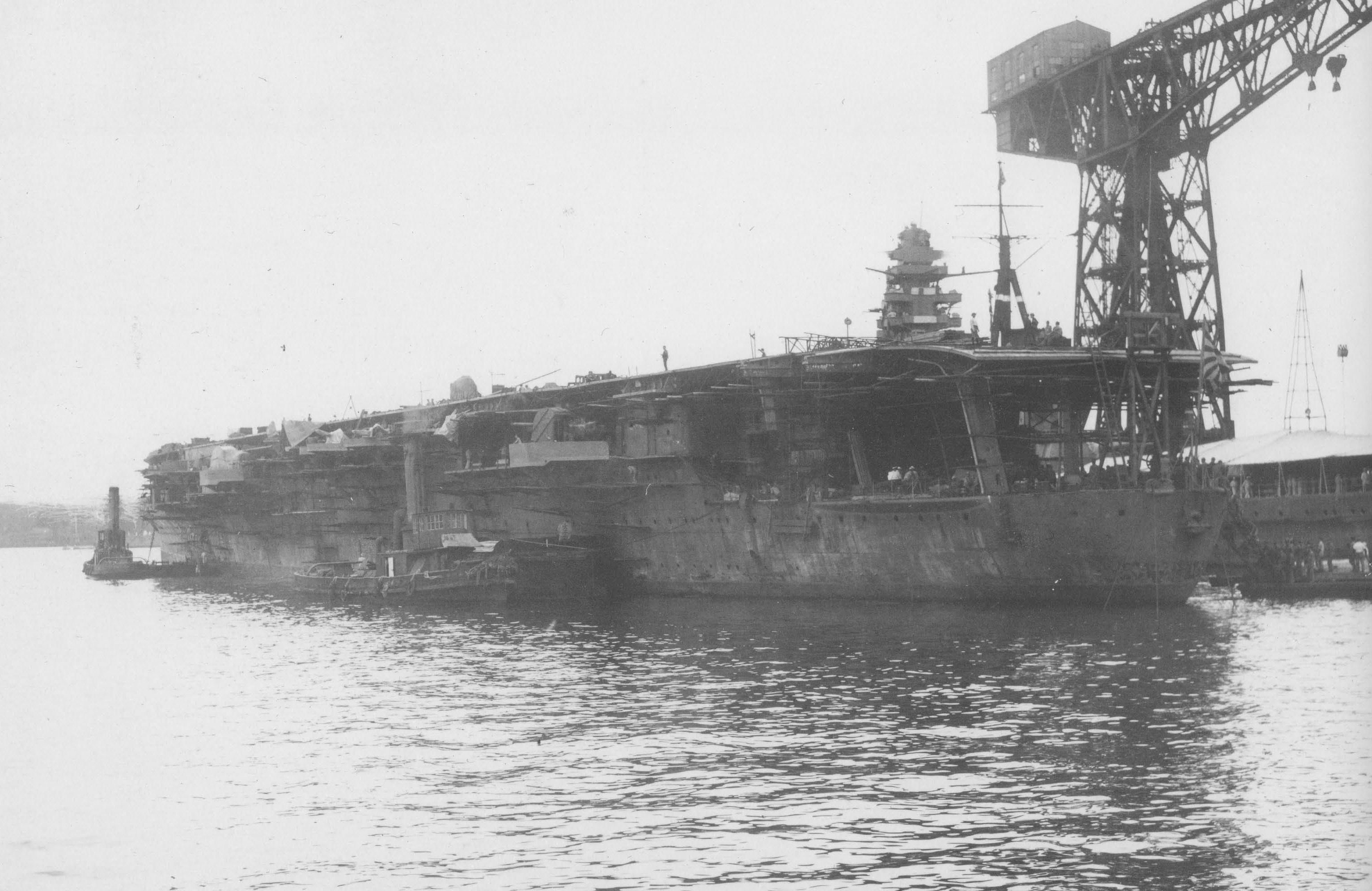
Shōhō während des Umbaues zum Flugzeugträger

Das Flugdeck der Träger war 180 m lang und hat eine maximale Breite von 23 m. Die Schiffe waren mit einem einzigen Hangar mit einer Länge von 124 m und einer Breite von 18 m ausgestattet. Für den Transport vom Hangar zum Flugdeck gab es zwei Aufzüge, 13 m × 12 m und 12 m × 10,80 m groß. Die Schiffe hatten sechs Fangseile für die Landung der Flugzeuge. Beide Schiffe hatten keine Aufbauten auf den Flugdecks und waren für die Aufnahme von 30 Flugzeugen geplant worden.
Die Hauptbewaffnung bestand aus acht 12,7-cm-Flugabwehrkanonen L/40 Typ 89 in Doppellafetten auf Schwalbennestern entlang der Rumpfseiten. Sie feuerten 23,45 kg schwere Projektile mit einer Geschwindigkeit zwischen 8 und 14 Schuss pro Minute mit einer Mündungsgeschwindigkeit von 700–725 m/s ab. Bei einer Rohrerhöhung von 45° wurde eine Reichweite von 14.800 m und eine Schusshöhe von 9.400 m erreicht. Ursprünglich waren die Schiffe mit vier 2,5 cm L/60 Typ 96 Zwillingsflugabwehrgeschützen, ebenfalls in Schwalbennestern an den Rumpfseiten, bewaffnet. Sie feuerten 250 g schwere Geschosse bei einer Mündungsgeschwindigkeit von 900 m/s und bei einer Rohrerhöhung von 50° 7.500 m weit und 5.500 m hoch. Die Feuergeschwindigkeit lag nur bei 110 bis 120 Schuss/min weil die Magazine nur 15 Schuss enthielten und so ständig gewechselt werden mussten. Im Jahr 1943 wurde die leichte Flugabwehrbewaffnung der Zuihō auf 48 25-mm-Geschütze erhöht. Im folgenden Jahr kamen zusätzlich zu sechs 12 cm 28-Schuss-AA-Raketenwerfern weitere zwanzig 25-mm-Geschütze hinzu. Jede 12-cm-Rakete wog 22,5 kg und hatte eine Höchstgeschwindigkeit von 200 m/s. Ihre maximale Reichweite betrug 4.800 m.

## Einheiten
| Name         | Bauwerft             | Kiellegung       | Stapellauf    | Indienststellung  | Verbleib                                                                  |
| ------------ | -------------------- | ---------------- | ------------- | ----------------- | ------------------------------------------------------------------------- |
| Shōhō (祥鳳) | Marinewerft Yokosuka | 3. Dezember 1934 | 1. Juni 1935  | 15. Januar 1939   | Gesunken in der Schlacht im Korallenmeer, 7. Mai 1942                     |
| Zuihō (瑞鳳) | Marinewerft Yokosuka | 20. Juni 1935    | 19. Juni 1936 | 27. Dezember 1940 | Gesunken in der See- und Luftschlacht im Golf von Leyte, 25. Oktober 1944 |

## Einsatz
Während sie sich noch Ausrüstungsphase befand, wurde die Shōhō der 4. Trägerdivision der Kaiserlich Japanischen Flotte zugeteilt. Anfang Februar 1942 brachte sie Flugzeuge in die Basis Truk, von wo aus sie am 11. April nach Yokosuka zurückkehrte. Ende April wurde die Shōhō der Operation MO, dem Versuch der japanischen Streitkräfte bei Port Moresby auf Neuguinea zu landen und Australien zu bedrohen zugeteilt und erreichte am 29. April wieder Truk. Mit vier Schweren Kreuzern und einem Zerstörer bildete die Shōhō die Deckungsgruppe für die Landungsflotte. In der sich aus dem japanischen Angriff entwickelnden Schlacht im Korallenmeer wurde die Shōhō von 53 Bombern, 22 Torpedoflugzeugen und 18 Jägern von amerikanischen Trägern angegriffen und innerhalb von Minuten versenkt. Der Zerstörer Sazanami konnte lediglich 100 Überlebende des Trägers retten. Die Shōhō war der erste japanische Träger, der im Zweiten Weltkrieg versenkt wurde.

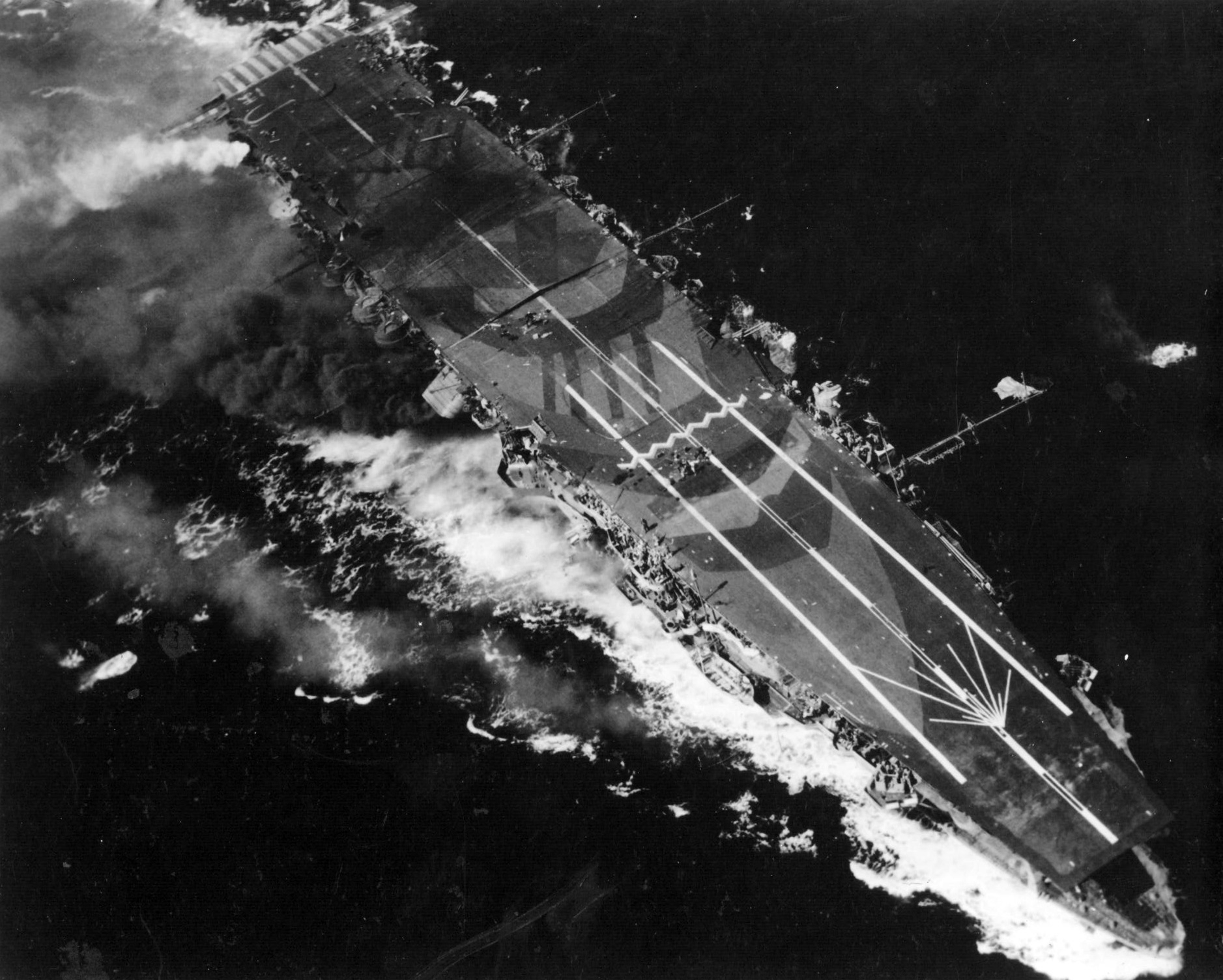
Zuihō am 25. Oktober 1944

Als die Zuihō in Dienst gestellt wurde, blieb sie in den japanischen Heimatgewässern, bis sie am 30. September 1941 zum Flaggschiff der 3. Träger-Division wurde. Sie deckte auch die 1. Japanische Luftflotte bei der Rückkehr vom Angriff auf Pearl Harbor. In der Schlacht um Midway im Juni 1942 war die Zuihō dem Landungsverband zugeteilt und nahm so nicht an der eigentlichen Schlacht teil. Während des Jahres 1942 war ihr Einsatzgebiet die Schlacht um Guadalcanal und in der Schlacht bei den Santa-Cruz-Inseln wurde sie beschädigt. Nach der Instandsetzung deckte sie den Rückzug der japanischen Truppen von Guadalcanal.
Danach wurden ihre Flugzeuge Mitte bis Ende 1943 mehrmals von Bord gebracht und von Landstützpunkten aus in einer Reihe von Schlachten im Südwestpazifik eingesetzt. Zuihō nahm Mitte 1944 an der Schlacht in der Philippinensee und der See- und Luftschlacht im Golf von Leyte teil. In dieser Schlacht war die Hauptaufgabe der japanischen Trägerflotte unter Admiral Ozawa die amerikanischen Träger abzulenken, um den japanischen Schlachtschiffen die Gelegenheit zu geben, die Landungsflotte mit Artillerie zu vernichten. Der Ausbildungsstand der japanischen Piloten war zu diesem Zeitpunkt äußerst niedrig und seine Träger waren ohnehin nicht voll besetzt. Schon die erste US-amerikanische Angriffswelle zerstörte einen Träger und beschädigte einen weiteren. Nach der vierten Angriffswelle waren alle vier japanischen Träger (Zuihō, Zuikaku, Chitose und Chiyoda) und zwei Zerstörer von amerikanischen Flugzeugen in der Schlacht vor Kap Engaño versenkt worden. Die japanische Trägerflotte konnte die US-amerikanischen Träger wie erhofft ablenken, für einen siegreichen Ausgang der Schlacht sorgte dieses Opfer jedoch nicht.

## Weitere Veröffentlichungen
- Bullard, Steven: Japanese Army Operations in the South Pacific Area: New Britain and Papua Campaigns, 1942–43. Australian War Memorial, Canberra 2007, ISBN 978-0-9751904-8-7 (englisch, gov.au). (translation of excerpts from the Senshi Sōshō)
- Stille, Mark: Imperial Japanese Navy Aircraft Carriers 1921–1945 (= New Vanguard. Band 109). Osprey Publishing, Oxford, UK 2005, ISBN 1-84176-853-7 (englisch).
- Stille, Mark: USN Carriers vs IJN Carriers: The Pacific 1942 (= Duel. Band 6). Osprey Publishing, Oxford, UK 2007, ISBN 978-1-84603-248-6 (englisch).